# 貴州空棘魚屬
貴州空棘魚屬（學名：Guizhoucoelacanthus，或譯作貴州腔棘魚屬）是生活在三叠纪中期的腔棘魚類，隸屬於懷特魚科，全長45至55，為中等體型的腔棘魚。現已發表的化石均產自中國貴州的關嶺，屬於法郎組的瓦窯段及竹竿坡段，相當於三疊紀中期的拉丁尼階（約2億4200萬年至2億3700萬年前）。當前本屬僅有一個已知物种，即模式種關嶺貴州空棘魚（G. guanlingensis），由南京大学的古生物學家劉冠邦等人於2006年描述並發表，属名和种加词皆取自化石產地。其正模標本是一塊近乎完整的化石，收藏於貴州省地質調查院（編號 F001）。

## 形態特徵
身體大致呈短紡錘狀。頭部側視略呈三角形，相對於整個身體占比較大。顱頂甲狹長。脊柱分節約有45節，前六至七節較短。椎體和肋骨未骨化（英文：Unossified）。前背鰭非常靠前，基板（英文：basal plate）大而略呈半圓形；後背鰭細長呈短圓柱狀，分為水平而較細長的前突和較粗壯的前腹突，其中前腹突深入兩個髓突（英文：Neural spines）間。臀鰭基板小而細長，遠端略向兩側開展。具有三片較大的尾鰭，上面的背葉和下面的腹葉互相對稱，後端呈截切狀；中葉明顯分離並向後突出。鱗片薄，上面有扁平的縱向溝，具明顯細刻紋。

## 種系發生
最初在2006年發表的報告中，指出貴州空棘魚具有諸多和其他腔棘魚（大部分物種的化石都不完整）明顯不同的特徵，包括較粗短的身形、明顯呈葉狀的鰭、偏前的前背鰭、未骨化的肋骨等，而在文中本屬最後被歸於腔棘魚科之下。兩年後，中国科学院古脊椎動物與古人類研究所的耿丙河等人透過新發現的化石標本（編號 IVPP V15153），重新修訂2006年的報告中提及的特徵，並藉由種系發生學指出貴州空棘魚和懷特魚科的懷特魚及皮爾逖魚形成姊妹群關係（如下所示），認為貴州空棘魚應屬於懷特魚科。
|  | 貴州空棘魚屬 Guizhoucoelacanthus                                           |
|  |                                                                            |
|  | \| \| 懷特魚屬 Whiteia \| \| \| \| \| \| 皮爾逖魚屬 Piveteauia \| \| \| \| |
|  |                                                                            |
|  | 懷特魚屬 Whiteia                                                           |
|  |                                                                            |
|  | 皮爾逖魚屬 Piveteauia                                                      |
|  |                                                                            |

|  | 懷特魚屬 Whiteia      |
|  |                       |
|  | 皮爾逖魚屬 Piveteauia |
|  |                       |